# Amir Abdelhamid
Amir Abdelhamid (أمير عبد الحميد), né le 24 avril 1979 à Qalyubiya, est un footballeur international égyptien évoluant en poste de gardien de but à Al-Masry. 
Il passe 10 saisons au club d'Al Ahly, équipe avec laquelle il remporte la Ligue des champions de la CAF en 2008.
Il reçoit 2 sélections en équipe d'Égypte lors de l'année 2008.

## Carrière
- 2000-déc. 2009 :  Al Ahly
- jan. 2010-2012 :  Al Masry
- depuis 2012 :  Smouha Sporting Club[1]

## Palmarès
- Vainqueur de la Ligue des champions de la CAF en 2008 avec Al Ahly
- Vainqueur de la Supercoupe de la CAF en 2009 avec Al Ahly
- Champion d'Égypte en 2005, 2006, 2007, 2008, 2009 et 2010 avec Al Ahly
- Vainqueur de la Coupe d'Égypte en 2003, 2006 et 2007 avec Al Ahly
- Vainqueur de la Supercoupe d'Égypte en 2003, 2005, 2006, 2007 et 2008 avec Al Ahly